# Huddle Rocks
Die Huddle Rocks (von englisch huddle ‚zusammengedrängt‘) sind eine Gruppe inselartiger Rifffelsen westlich der Antarktischen Halbinsel. Im Archipel der Biscoe-Inseln liegen sie 2,5 km nordwestlich der Gruppe der Symington-Inseln.
Der Falkland Islands Dependencies Survey kartierte sie anhand von Luftaufnahmen der Hunting Aerosurveys Ltd. aus den Jahren von 1956 bis 1957. Das UK Antarctic Place-Names Committee benannte sie 1959 so, da sie nah beieinanderliegen.